# Szüry János
Szüry János (Nagyszombat, 1862. szeptember 22. − Budapest, 1927. augusztus 17.) magyar miniszter, jogász, politikus, Szüry Dénes író, műfordító öccse.

## Családja
1862. szeptember 22-én született Szüry Lajos Komárom vármegyei alispán és Krajcsovics Terézia fiaként. Bátyja Szüry Dénes író, műfordító. 

## Élete
Középiskolai tanulmányait Kalocsán, Budapesten és Pozsonyban, az egyetemet Pozsonyban és Budapesten végezte, ahol 1885-ben az államtudományok doktorává avatták. Állami szolgálatát 1885-ben, az akkor még létező közmunka- és közlekedési minisztériumban mint fogalmazógyakornok kezdte meg. A minisztérium kettéosztása után a kereskedelemügyi minisztériumba osztották be, ahol 1896-ban titkár, 1900-től osztálytanácsos, 1907-ben címzetes, 1908-től pedig valóságos miniszteri tanácsos lett. Kezdetben a vármegyei közutakért, majd a belkereskedelmi ügyekért felelt, majd 1905-től az iparfejlesztési osztályt irányította. Az Országos Ipartanácsnak, az Országos Közlekedési Tanácsnak és az Országos Védjegytanácsnak is 1906-ban lett tagja, utóbbinak 1910 és 1915 között elnöke is volt. 1918-ban a kereskedelemügyi minisztérium helyettes államtitkárának nevezték ki, 1919. augusztus 7. és 1919. augusztus 15. között a hivatalnokkormány kereskedelemügyi minisztere. 1920 júliusában a Budapesti Kereskedelmi és Iparkamara elnöke lett. 1927. augusztus 17-én halt meg Budapesten.

## Munkássága
1905-től szerkesztője, majd 1908-ban főszerkesztője lett a kereskedelemügyi minisztérium kiadásában megjelenő Közgazdasági Értesítő című heti folyóiratnak, amely konzuli és szaktudósítói jelentések alapján a világgazdaság fontosabb mozzanatait közölte. Szerkesztője volt a Volkswirthschaftliche Mitteilungen aus Ungarn című, német nyelven megjelenő havi folyóiratnak is, amely Magyarország közgazdasági viszonyait ismertette a külfölddel. Szakcikkei 1885-től a Magyar Közigazgatás és 1889-től a Közlekedés című szakfolyóiratban jelentek meg. 

#### Szépirodalom
Joghallgató korától jelentek meg versei, költeményei különféle lapokban:
- Pozsonyvidéki Lapok (1880–82)

- Magyar Szemle (1894–96)

- Vasárnapi Ujság (1894)